# Mitwitz
Mitwitz est une commune de Bavière (Allemagne), située dans l'arrondissement de Kronach, dans le district de Haute-Franconie.

## Économie
- Brasserie Franken Bräu.

## Personnalités liées à la ville
- Pierre de Schaumberg (1388-1469), cardinal né à Mitwitz.
- Georg von Schaumberg (1390-1475), prince-évêque né à Mitwitz.
- Karl Heinrich Bauer (1890-1978), chirurgien né à Mitwitz.